# Messa beat

Il complesso The Bumpers durante l'esecuzione della prima messa beat nel 1966

La messa beat è un particolare filone della musica beat sviluppatosi in Italia a partire dalla metà degli anni sessanta, caratterizzato dall'associare a testi con tematiche cristiane o, più in generale, religiose, questo stile musicale, allora molto diffuso ed amato, soprattutto nel mondo giovanile.
Più in generale (sebbene in maniera impropria), il gergo in uso fra i collezionisti di vinile tende a denominare "messa beat" tutte le varie correnti di musica religiosa "leggera" (con sonorità pop, rock, jazz, spirituals, etno ecc.), sviluppatesi negli anni successivi, a fianco del canto gregoriano e della musica sacra più tradizionale. Si tratta della corrente del Rinnovamento, tuttora molto vivace e con svariate decine di autori e compositori coinvolti, ma con sound radicalmente evolutosi e con ogni evidenza assai diverso dall'originaria "messa beat".

## Storia

### La nascita della Messa beat
La "messa beat" trae molta ispirazione dalle innovazioni impresse alla Chiesa cattolica dal Concilio Ecumenico Vaticano II. Con la successiva Riforma liturgica, si è teso in particolare ad ottenere un maggior coinvolgimento del popolo nelle celebrazioni. Viene così introdotto un nuovo rito della messa, con varie modifiche, compreso l'uso della lingua nazionale (generalmente invalso) accanto al latino e il sacerdote rivolto verso l'assemblea.
Verso la metà degli anni Sessanta, il maestro Marcello Giombini, autore di colonne sonore di western all'italiana, ebbe così l'idea di scrivere, in collaborazione con il paroliere Giuseppe Scoponi, canzoni a sfondo religioso, con sonorità beat, volte soprattutto a fare presa sui giovani.  Nel 1965 il complesso ascolano Gli Amici pubblica, su etichetta Edizioni Paoline, l'EP Chinati ai tuoi piedi/Osanna nell'alto dei cieli/Ave Maria no morro che, al momento, pare essere l'antesignano della nuova corrente in ambito liturgico. Nello stesso anno appare sul mercato discografico il 45 giri Non uccidere, interpretato dal complesso sardo I Barrittas.
Sul numero di maggio 1965 della rivista Rocca, il padre gesuita Pedro Arrupe scriveva: "Nei giovani c'è molto dinamismo e soprattutto molta sincerità. Ci appaiono talvolta ostili alla religione ma sono soltanto insofferenti dei formalismi e delle esteriorizzazioni della fede". Questa considerazione comparirà l'anno successivo come slogan in copertina all'album discografico della messa beat.

### La messa dei giovani(27 aprile 1966)

Foto giovanile di Marcello Giombini

Incoraggiato dai risultati, Giombini su proposta di Giuseppe Scoponi decide di comporre La messa dei giovani, divenuta la "messa beat" per antonomasia. Consulente religioso e sostenitore dell'iniziativa fu il padre Gabriele Sinaldi, un domenicano vicino al mondo della cultura (noto docente della Università Internazionale di Scienze dell'Opinione Pubblica "Pro Deo"), collega e consigliere spirituale di Giuseppe Scoponi.
La Messa dei Giovani fu eseguita per la prima volta presso l'Aula Borrominiana dell'Oratorio di San Filippo Neri alla Vallicella, il 27 aprile del 1966, alla presenza di un foltissimo pubblico (2000 persone non riuscirono ad entrare e fu necessario allestire degli altoparlanti per l'esterno) e dei mass media, compresa una troupe televisiva della RAI.
Per l'occasione vengono reclutati, oltre ai citati Barritas, Angel and the Brains e The Bumpers. Ai testi collaborarono ben tre autori: Giuseppe Scoponi, il prof. Tommaso Federici e padre Carlo Gasbarri. Scoponi introdusse alcune modifiche anche alle formule sancite dall'ordinarium missae, lasciandone comunque inalterato il significato. I brani erano volti a sottolineare i momenti della celebrazione liturgica secondo lo schema tradizionale.
1. Angel and the Brains – Introito (Penso pensieri di pace) (testo: Carlo Gasbarri – musica: Marcello Giombini)
2. I Barrittas – Gloria (Gloria al Signore) (testo: dall'ordinarium missae con modifiche di Giuseppe Scoponi – musica: Marcello Giombini)
3. Angel and the Brains – Graduale (Con voci di gioia) (testo: Tommaso Federici – musica: Marcello Giombini)
4. The Bumpers – Credo (Io credo) (testo: dall'ordinarium missae con modifiche di Giuseppe Scoponi – musica: Marcello Giombini)
5. Angel and the Brains – Offertorio (A te offro mio Dio) (testo: Tommaso Federici – musica: Marcello Giombini)
6. The Bumpers – Sanctus (Santo) (dall'ordinarium missae con modifiche di Giuseppe Scoponi)
7. I Barrittas – Pater noster (Tu che sei nei cieli) (dall'ordinarium missae con modifiche di Carlo Gasbarri)
8. I Barrittas – Agnus Dei (Agnello di Dio) (dall'ordinarium missae con modifiche di Giuseppe Scoponi)
9. The Bumpers – Communio (Rendete grazie a Dio) (Giuseppe Scoponi)

Per quanto il sound beat venga presto superato sia nella musica liturgica sia nel panorama della musica profana, La messa dei giovani non si rivelò una semplice ed effimera moda, ma rappresentò una svolta, destinata a contrassegnare profondamente la musica liturgica che, da quel momento, non fu mai più la stessa. Le sonorità destinate ad accompagnare il canto dell'assemblea subirono profondi sconvolgimenti, mal tollerate dai tradizionalisti, inesorabilmente legati alla musica gregoriana, ritenuto genus unicum, e alle forme canore ad essa intimamente fedeli.
L'evento incusse infatti una forte spinta verso una profonda evoluzione del canto liturgico, favorita dal clima innovativo postconciliare. In quegli anni, le celebrazioni eucaristiche proponevano frequentemente questa nuova forma musicale.
La grande attenzione suscitata e il successo ottenuto fecero ipotizzare la rappresentazione de La messa dei giovani all'estero, essendo giunte prenotazioni anche dalla Royal Albert Hall di Londra, da Broadway, dall'Olympia di Parigi e dal Giappone Nel settembre 1966, la tournée venne però annullata all'ultimo momento per motivi non chiari.

### Le successive evoluzioni
Il fenomeno si diffonde così anche oltreoceano, e nello stesso anno il gruppo americano The Electric Prunes incise l'LP Mass in F Minor, traendo sicuramente spunto anche dall'esperienza italiana. Numerosi altri compositori e gruppi portarono così avanti questo nuovo modo di interpretare il canto liturgico con strumenti e sonorità innovative: Domenico Machetta, Giovanni Maria Rossi, Luciano Scaglianti col suo Gruppo Musicale 'Anawim, Michele Bonfitto, il Gen Rosso, il Gen Verde, Pierangelo Sequeri (autore della celebre Symbolum '77, più nota come Tu sei la mia vita), Pierangelo Comi, Gli Alleluia, il Clan Alleluia e molti altri.
Lo stesso Giombini continua a comporre nuovi canti, che si diffondono in tutte le parrocchie italiane: i più noti sono Quando busserò (molto cantata nelle celebrazioni funebri), Dio si è fatto come noi, Quando cammino per il mondo, Il Signore è la luce, Io ti offro, Siamo arrivati. Nel 1967 viene pubblicato, su testi di Giuseppe Scoponi l'LP Cantata dei giovani per la Vergine Maria degli Alleluia. Il gruppo, partito come beat diverrà in seguito il Clan Alleluia e si evolverà negli anni allontanandosi da questo stile (ma rimanendo comunque legato alla musica religiosa).
Inoltre le case discografiche di ispirazione cattolica, come le PCC (legata alla Pro Civitate Christiana, con sede in Assisi), le Edizioni Paoline e le Edizioni LDC, si dedicano al nuovo genere. Tra i gruppi che hanno partecipato alla prima messa beat, gli Angel and the Brains incidono un altro 45 giri su tematiche religiose dedicato a San Francesco d'Assisi.

## Edizioni discografiche deLa Messa dei Giovani
La messa dei giovani è stata più volte incisa su supporto fonografico. Nel 1966 la prima incisione su LP in vinile (etichetta Ariel), nell'originaria interpretazione de I Barrittas, Angel and the Brains e The Bumpers con il titolo La messa dei giovani. L'album diventa presto un cult per i collezionisti. Qualche tempo dopo viene ristampato su etichetta Roman Record Company.
I Barrittas realizzano in seguito un proprio LP, con l'originario titolo di La messa dei giovani, dove si esibiscono da soli. Gli stessi Barrittas (con il nome di circostanza The Berets), incidono contemporaneamente la messa in inglese, nell'album The Mass for Peace, pubblicato nel Regno Unito e negli Stati Uniti  dalla Avant Garde, con produzione Clay Pitts. L'edizione italiana del disco viene ristampata nel 1970 con il titolo Messa Folk. La messa dei giovani dei Barrittas è stato successivamente ristampato numerose volte, da ultimo in un CD del 2005.
Nel 2008 il gruppo rock Gli Illuminati ha riproposto nel suo album Prendi la chitarra e prega numerosi brani di messa beat, fra cui il Gloria e il Communio (Rendete grazie a Dio), tratti da La messa dei giovani. Nel 2013 lo stesso gruppo propone un altro album, Lumen Gentium, con brani quasi tutti opera di Marcello Giombini, a sottolineare un qual certo interesse tuttora vivo per la musica religiosa innovativa degli anni sessanta.

## Discografia

### Album
- 1966 - Angel and the Brains, The Bumpers e I Barrittas La messa dei giovani
- 1967 - Gli Alleluia Cantata dei giovani per la Vergine Maria (DET, SDG 1002)
- 1968 - I Barrittas - La messa dei giovani
- 1968 - Gli Alleluia Cantata del Terzo Mondo (PCC, CS 0154)
- 1968 - Gli Alleluia Messa Alleluia (PCC, MS 060)
- 1968 - The Berets The Mass for Peace (Avant Garde, USA)

### EP
- 1965 - Gli Amici - Chinati ai tuoi piedi/Ave Maria no morro/Osanna nell'alto dei cieli (Edizioni Paoline, SR 33.75)

### Singoli
- 1965: Non uccidere/L'anellino (Ariel, NF 529; I Barrittas)
- 1966 - Evy Angeli Il nido/Eppure è facile (Edizioni Paoline, SR 45.77)
- 1966: Gloria (Gloria al Signore)/Agnus Dei (Agnello di Dio) (Ariel, NF 562; I Barrittas)
- 1966: Graduale (con voci di gioia)/Introito (penso pensieri di pace) (Ariel, NF 564; gli Angel and the Brains)
- 1966: San Francesco/Volgi lo sguardo a me (Ariel, NF 571; gli Angel and the Brains)
- 1966: Il ragazzo della via Gluck/Chi era lui (Clan Celentano, ACC 24032; Adriano Celentano)
- 1967: Quando quell'uomo ritornerà/Si prega sempre quando è tardi (Ariston Ar 0227; I Corvi)
- 1967: Dio è morto (se Dio muore è per tre giorni, poi risorge)/Per fare un uomo
- 1967: La Bibbia beat/Ho girato tutta la terra (Cinevox, Se 1050; The Astor)
- 1968: Buon giorno Maria/Sei tu la madre (Edizioni Paoline F-SC 45.13; Gli Alleluia)
- 1968: Padre nostro/Noi ti lodiamo (Edizioni Paoline F-SC 45.14; Gli Alleluia)
- 1968: Sanctus/Agnus Dei (Bluebell Records, BB 03201; I Barrittas)
- 1968: Non uccidere/Introito (Bluebell Records, BB 03203; I Barrittas)
- 1969: Gloria in excelsis deo/7 ottobre (Style, stms 687; Franco IV e Franco I)
- 1970: Trovare un amico significa…/Amo la vita (Edizioni Paoline F-SC 45.30; sul lato B Sergio Tidei e i Drops; sul lato B Gli Alleluia)
- 1970: Signore del mondo/Quanta gente parla parla (Edizioni Paoline F-SC 45.31; sul lato A Sergio Tidei e i Drops; sul lato B Gli Alleluia)

## Filmografiaografia
- Che il mio grido giunga a Te (2013, film documentario), regia di Paolo Fazzini, Alessandro Giordani e Tiziano Tarli

### Saggi
- Riccardo Bertoncelli, Enciclopedia del Bitt Italiano (appendice alla Enciclopedia del Rock Anni '60, Quarta edizione, Arcana editrice, 1989)
- (EN) Pamela King, Angel with Drumsticks. The rock that shook the foundations of the Vatican, Rerifar, 2013, ISBN 978-0-9875412-0-8.
- Fabio Marchignoli, Pop italiano d'ispirazione cristiana, editore La Pieve Poligrafica, 2008
- Alessio Marino, BEATi voi! Interviste e riflessioni con i complessi degli anni 60, ed. i libri della beat boutique 67, 2007, [vol.1] (intervista ai Barrittas, Mnogajaleta Quartet, Marcello Giombini e Don STefano Varnavà)
- Alessio Marino, BETi voi N.2! Interviste e riflessioni con i complessi degli anni 60 e 70, ed. I libri della Beat Boutique 67, 2008, [vol.2] (intervista ai Timers e i Barrittas, foto e informazioni su altri gruppi messa beat: Condor, R&B Group, Pinguini...)
- Alessio Marino,POPzzolo - Viaggio fra i complessi beat e pop degli anni 60 e 70 del basso alessandrino, ed. I libri della Beat Boutique 67, 2009, [vol.1] (Intervista ai Quarrymen, esecutori della messa beat)
- Alessio Marino, Quei Frenetici anni beat a Voghera edizione "i libri della beat boutique 67" (vol.4) di Alessio Marino, 2009
- Alessio Marino, Viguzzolo Beat Festival - i libri della beat boutique 67 (vol.5), 2009
- Enzo Mottola Bang Bang! Il Beat Italiano a colpi di chitarra Bastogi Editrice Italiana, 2008
- Claudio Pescetelli, Ciglia ribelli - Editrice I libri di Mondo Capellone, Arezzo, 2003
- Claudio Pescetelli, Una generazione piena di complessi - Editrice Zona, Arezzo, 2006
- Nicola Sisto - C'era una volta il beat. Gli anni sessanta della canzone italiana, edizioni Lato Side, 1982
- Tiziano Tarli, Beat italiano. Dai capelloni a Bandiera gialla, Roma, Castelvecchi, 2005.
- Alberto Tonti, Ballarono una sola estate. 70 meteore della canzone italiana degli anni sessanta, edizioni Rizzoli, 2007
- Ursus (Salvo D'Urso), Manifesto beat - Juke Box all'Idrogeno, Torino, 1990

### Tesi di laurea o relazioni
- Mauro Scaringi, La messa dei giovani di Marcello Giombini all'indomani della riforma liturgica, 1996, Ufficio Liturgico nazionale, Roma
- Biagio Mandorino, Le forme musicali nella liturgia rinnovata nel panorama musicale di Marcello Giombini, 1996, Ufficio liturgico nazionale, Roma